# گلن آبری (نیویورک)
گلن آبری (به انگلیسی: Glen Aubrey) یک منطقهٔ مسکونی در ایالات متحده آمریکا است که در Nanticoke واقع شده‌است. گلن آبری ۲٫۶ کیلومتر مربع مساحت و ۴۸۵ نفر جمعیت دارد و ۳۰۱٫۷۶ متر بالاتر از سطح دریا واقع شده‌است.